# Erik Hornung
Pour les articles homonymes, voir Hornung.
Erik Hornung, né le 28 janvier 1933 à Riga (Lettonie) et mort le 11 juillet 2022, est un égyptologue suisse, spécialiste de la religion de l'Égypte antique et professeur émérite à l’université de Bâle.
Spécialisé dans l'étude des textes funéraires royaux, il a publié les scènes et les textes des tombes KV1 (Ramsès VII), KV2 (Ramsès IV) et KV17 (Séthi Ier).

## Publications
- Das Thebanische Tal der Könige, no 61, p. 118-123, Orientalistische Literaturzeitung, 1966.
- Das Tal der Könige, no 5, p. 774-783, Bild der Wissenschaft, 1968.
- Altägyptische Höllenvorstellungen, no 59/3, Abhandlungen der sächsischen Akademie der Wissenschaften zu Leipzig philologisch-historische Klasse, Akademie Verlag, Berlin, 1968.
- Das Grab des Haremhab im Tal der Könige, Francke, Bern, 1971.
- Avec B. Begelsbacher et C. Seeber,  Studien zum Sedfest, no 1, Aegyptiaca Helvetica, Genève, 1974.
- Das Buch der Anbetung des Re im Westen, Nach der Version des Neuen Reiches, 2 vol., no 2-3, Aegyptiaca Helvetica, éd. de Belles-Lettres, Geneva, 1975-76.
- Avec A. Brodbeck, Das Buch der Anbetung des Re im Westen, éd. Les Belles Lettres, Genève, 1975-1977.
- Avec E. Staehelin, Skarabäen und andere Siegelamulette aus Basler Sammlungen, no 1, Ägyptische Denkmäler in der Schweiz, Éditions Philipp von Zabern, Mainz, 1976.
- Grundzüge der ägyptische Geschichte, no 3, Grundzüge, Wissenschaftliche Buchgesellschaft, Darmstadt, 1978.
- Das Totenbuch der Ägypter, Die Bibliothek der Alten Welt.der Alte Orient, Artemis Verl., Zürich, 1979.
- Avec O. Keel, Studien zu altägyptischen lebenslehren, no 28, Orbis biblicus et orientalis, Universitätsverlag, Freiburg, 1979.
- Das Buch von den Pforten des Jenseits, Nach den Versionen des Neuen Reiches, no 7-8, Aegyptiaca Helvetica, Genève, 1980.
- Auf den Spuren der Sonne, Gang durch ein ägyptisches Königsgrab, no 50, p. 431-475, Eranos Jahrbuch,1981.
- Der ägyptische Mythos von der Himmelskuh, eine Ätiologie des Unvollkommenen, no 46, Orbis biblicus et orientalis, Universitätsverlag, Freiburg, 1982.
- Tal der Könige, Die Ruhestätte der Pharaonen, Artemis, Zurich, 1982.
- Valley of the Kings, Timken Pub., New York, 1982.
- Les dieux de l'Égypte, l'un et le multiple, Éd. du rocher, Monaco, 1986.
- Ein änigmatische Wand im Grabe Ramses’ IX, no 12, Ägypten und Altes Testament, Studien zu Geschichte, Kultur und Religion Ägyptens und des Alten Testaments, Harrassowitz, Wiesbaden, 1987.
- Zum Schutzbild im Grabe Ramses' VI, p. 45-51, Funerary Symbols and Religion, J.H.Kok, Kampen, 1988.
- Zum Turiner Grabplan, Pyramid Studies and Other Essays Presented to I. E.S. Edwards, Occasional Publications 7, p. 138-142, Egyptian Exploration Society, London, 1988.
- L'Esprit du temps des pharaons, P. Lebaud, Paris, 1989-1996, Hachette, Paris, 1996, 1998.
- « La Vallée des Rois », no 149-150, Dossiers d'archéologie, Paris, 1990.
- Geist der Pharaonenzeit, Artemis, Zürich, 1990.
- The Valley of the Kings, Horizon of Eternity, Timken, New York, 1990.
- Zwei Ramessidische Königsgräber, Ramses IV und Ramses VII, Theben 11, Philipp von Zabern, Mainz am Rhein, 1990.
- Avec E. Staehelin,  Sethos-Ein Pharaonengrab, Antikenmuseum Basel, Basel, 1991.
- The Tomb of Pharaoh Seti I, Artemis, Zurich, 1991.
- Göttliche Geleiter, p. 151-156, Gegengabe Brunner-Traut, Attempto Verlag, Tübingen, 1992.
- Szenen des Sonnenlaufes, Vol. 1, p. 317-323, Atti del VI Congresso Internazionale di Egittologia, Turin, 1992.
- Versuch über Nephthys, p. 186-188, Studies in Pharaonic Religion and Society in honour of J. Gwyn Griffiths, The Egypt Exploration Society, London, 1992.
- Zum Grab Sethos' I, in seinem ursprünglichen Zustand, p. 91-98, After Tut'ankhamun. Research and Excavation in the Roya  Necropolis at Thebes, Kegan Paul International, London, 1992.
- Idea into image. Translated by Elizabeth Bredeck, New York, Timken Publishers, 1992 ;
- The Rediscovery of Akhenaten and His Place in Religion, JARCE 29, 1992 ;
- Versuch über Nephthys, in: Studies in Pharaonic Religion and Society for Gwyn Griffiths ;
- Zum Grab Sethos' I. in seinem ursprünglichen Zustand, in: After Tutankhamun ;
- Zur Struktur des ägyptischen Jenseitsglaubens, ZÄS 119, 1992.
- Les dieux de l'Égypte - L'un et le multiple, éd. Flammarion, 1992
- Texte zum Amduat, 3 vol., no 13-15, Aegyptiaca Helvetica, Éd. de Belles-Lettres, Geneva, 1992 et 1994.
- Frühe Besucher und frühe Zerstörungen im Sethos-Grab, p. 162-167, Divitiae Aegypti, Koptologische und verwandte, Studien zu Ehren von Martin Krause, Dr. Ludwig Reichert, Wiesbaden, 1995.
- Studies on the Decoration of the Tomb of Seti I, p. 70-73, Valley of the Sun Kings, New Explorations in the Tombs of the Pharaohs, Papers from The University of Arizona International Conference on the Valley of the Kings, Tucson, 1995.
- Les Dieux de l'Égypte. Le Un et le Multiple, avec Paul Couturiau, Éditions du Rocher, 1995,  (ISBN 2268018938) ;
- L'Esprit du temps des pharaons, Le Félin, 1996,  (ISBN 2866452372) ;
- Altägyptische Jenseitsbüche, Wissenschaftl.Buchgesell., 1997,  (ISBN 3896780433) ;
- La Grande Histoire de l'égyptologie, Éditions du Rocher, 1998,  (ISBN 2268028828) ;
- L'Esprit du temps des pharaons, Hachette Littérature, 1998,  (ISBN 2012788742) ;
- Les dieux de l'Égypte, Flammarion, 1999,  (ISBN 2080812572) ;
- Das esoterische Ägypten, Beck C. H., 1999,  (ISBN 3406453600) ;
- The Ancient Egyptian Books of the Afterlife, Cornell University Press, Ithaca, 1999.
- Echnaton : die Religion des Lichtes, Artemis & Winkler, Düsseldorf, Zürich, 2000.
- Lecture de l'histoire égyptienne, Éditions du Rocher, 2000,  (ISBN 2268034615) ;
- Akhenaten and the religion of light, Cornell University Press, London, 2001.
- L'Égypte ésotérique, avec Nathalie Baum, Éditions du Rocher, 2001,  (ISBN 2268040666) ;
- The Secret Lore of Egypt: Its Impact on the West, Cornell University Press, 2001.
- The Tomb of Thutmosis III, p. 136-139, The Treasures of the Valley of the Kings, Tombs and Temples of the Theban West Bank at Luxor, American University in Cairo Press, Cairo, 2001.
- The Tomb of Amenhotep II, p. 140-145, The Treasures of the Valley of the Kings: Tombs and Temples of the Theban West Bank at Luxor, American University in Cairo Press, Cairo, 2001.
- The Tomb of Rameses I, p. 190-193, The Treasures of the Valley of the Kings, Tombs and Temples of the Theban West Bank at Luxor, American University in Cairo Press, Cairo, 2001.
- The Tomb of Seti I, p. 194-211, Treasures of the Valley of the Kings, Tombs and Temples of the Theban West Bank at Luxor, American University in Cairo Press, Cairo, 2001.
- The Tomb of Rameses IV, The Treasures of the Valley of the Kings, Tombs and Temples of the Theban West Bank at Luxor, p. 240-243, American University in Cairo Press, Cairo, 2001.
- Das geheime Wissen der Ägypter und sein Einfluss auf das Abendland, DTV Deutscher Taschenbuch, 2003,  (ISBN 3423308699) ;
- Die Nachtfahrt der Sonne, Artemis /Patmos,  2005,  (ISBN 3491691303) ;
- The Quest for Immortality: Treasures of Ancient Egypt, avec Betsy Morrell Bryan, National Gallery of Art,  (ISBN 0894683039).

## Filmographie
- (de) Schauplätze der Weltkulturen: Ägypten und das Niltal (Scenes of the World's Cultures: Egypt and the Nile), 1996.